# Jardin botanique de Hambourg
Le jardín botanique de Hambourg (Botanischer Garten Hamburg), connu également sous les noms de Loki-Schmidt-Garten, Botanischer Garten der Universität Hamburg et Biozentrum Klein Flottbek und Botanischer Garten, est un jardin botanique allemand d'une superficie de 25 hectares, administré par l'université de Hambourg.
Le code international d'identification du Botanischer Garten der Universität Hamburg en tant que membre du Botanic Gardens Conservation International (BGCI), de même que les sigles de son herbier est HBG.

## Histoire
Bien que l’histoire institutionnelle du jardin retienne l'année 1821 comme point de départ de son établissement, et 1919 pour son transfert  à l'université de Hambourg, le jardin botanique actuel de Hambourg a été ouvert en 1979 dans son site actuel.
Son ancien site subsiste toujours en tant qu'ancien jardin botanique de Hambourg (Alter Botanischer Garten Hamburg), qui abrite les serres du jardin ainsi que des collections d'herbes et plantes médicinales.

## Collections
Le jardin botanique est organisé en trois grandes sections :
- Jardin systématique (environ 3,5 hectares) - 90 plates-bandes de plantes organisées en fonction de leurs relations évolutives, telles que définies par Armen Takhtajan en 1959.
- Jardin géographique - plantes distribuées selon leurs origines géographiques, en quatre zones : Europe, Amérique du Nord, Sud de l'Amérique du Sud et Extrême-Orient. Dans cette section, se trouvent également un jardin alpin, un jardin japonais et un jardin chinois.
- L'Homme et les plantes - cinq jardins thématiques : jardin de la ferme, jardin biblique, plantes cultivées, jardin de la pharmacie et jardin des plantes toxiques et médicinales.

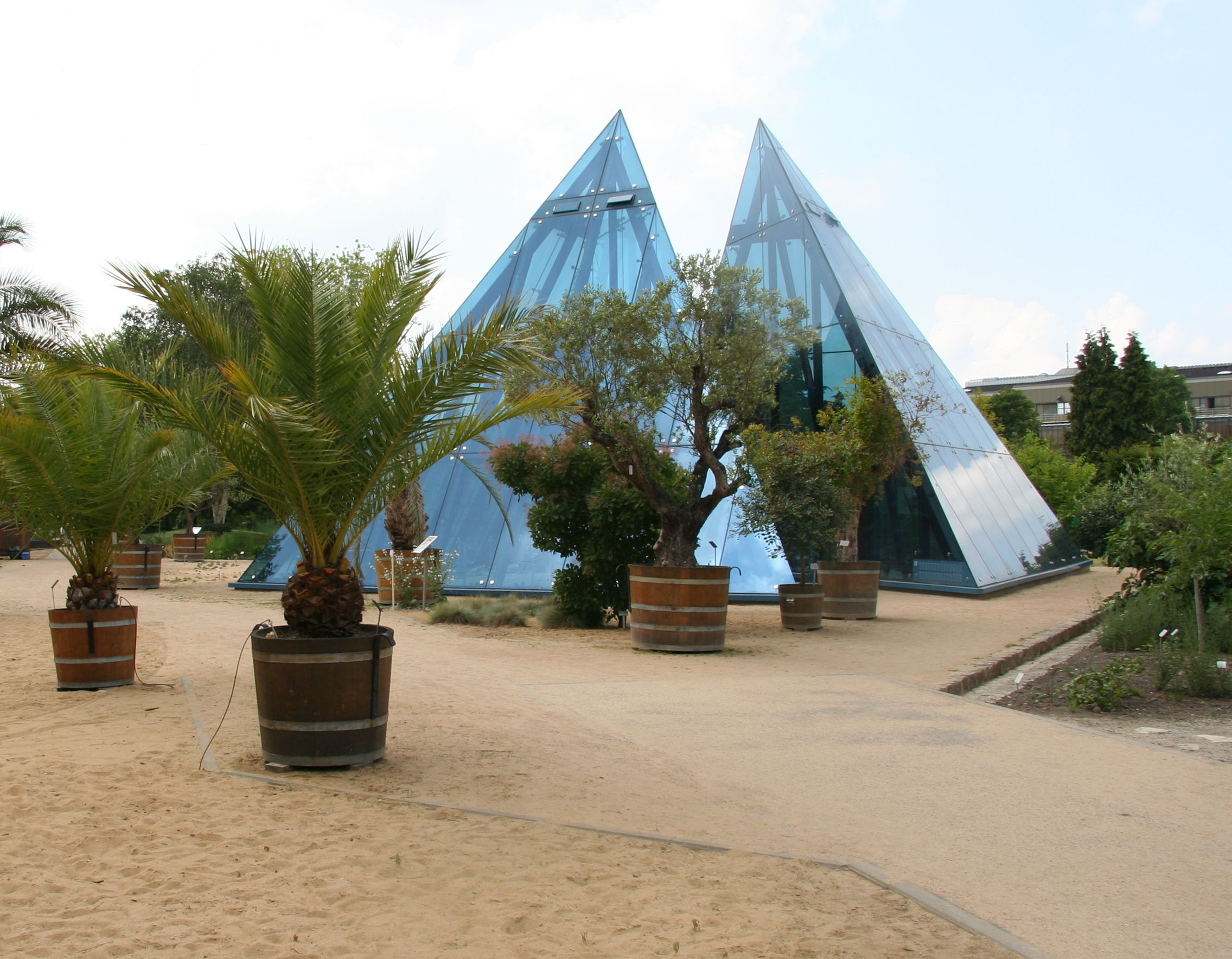
Pyramides dans le jardin botanique de Hambourg.
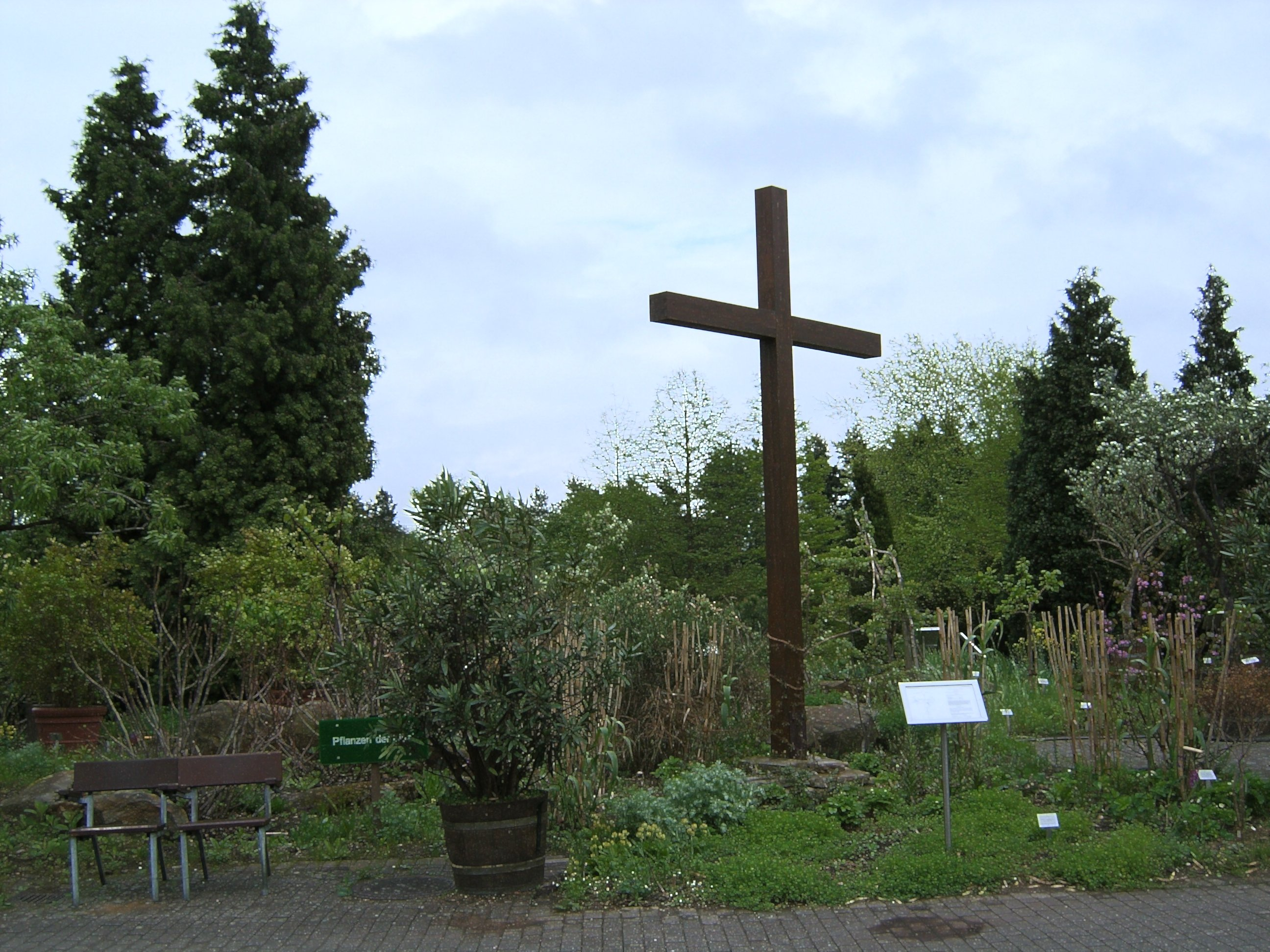
Le jardin de la Bible.
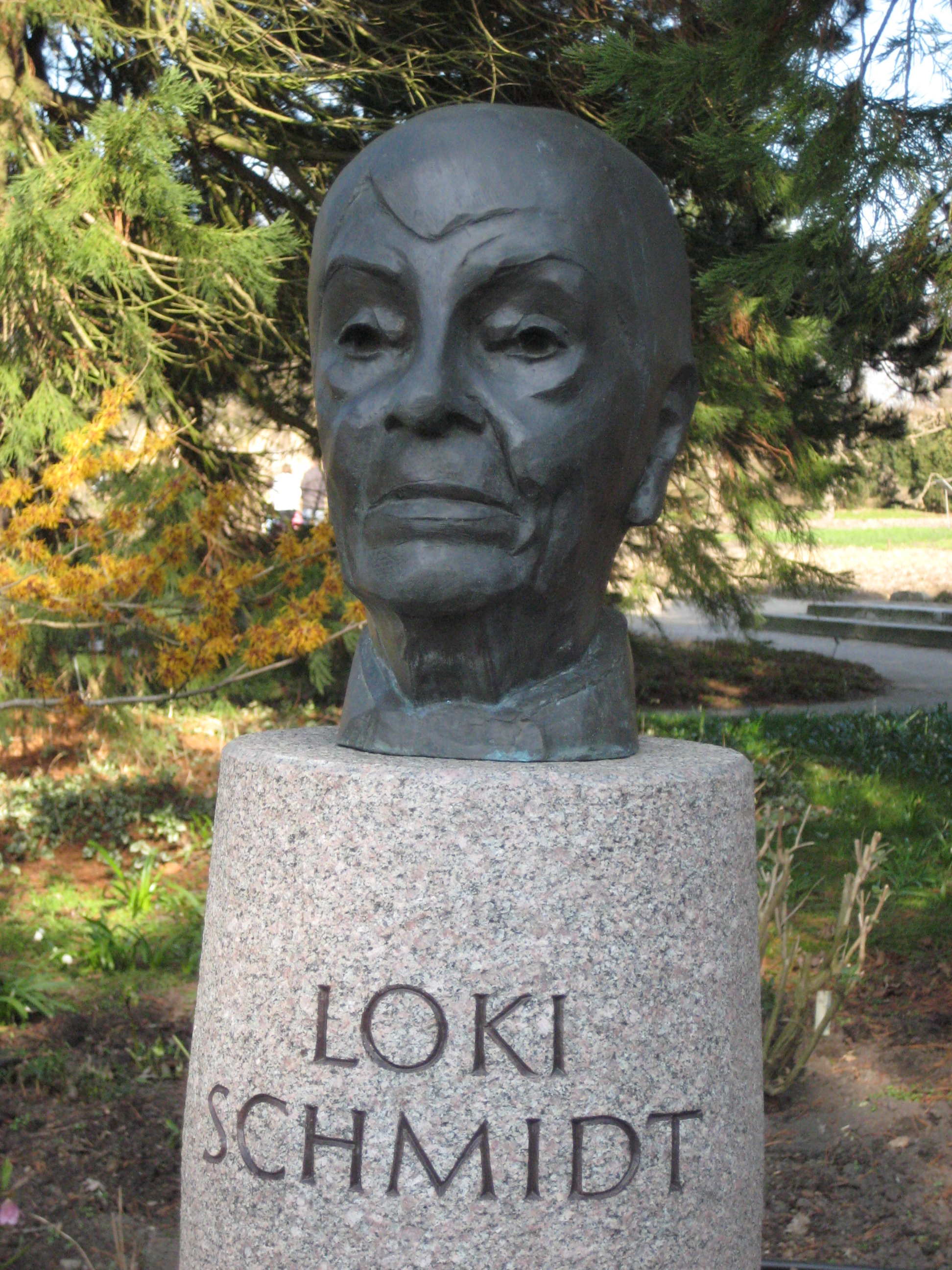
Tête de Loki Schmidt.
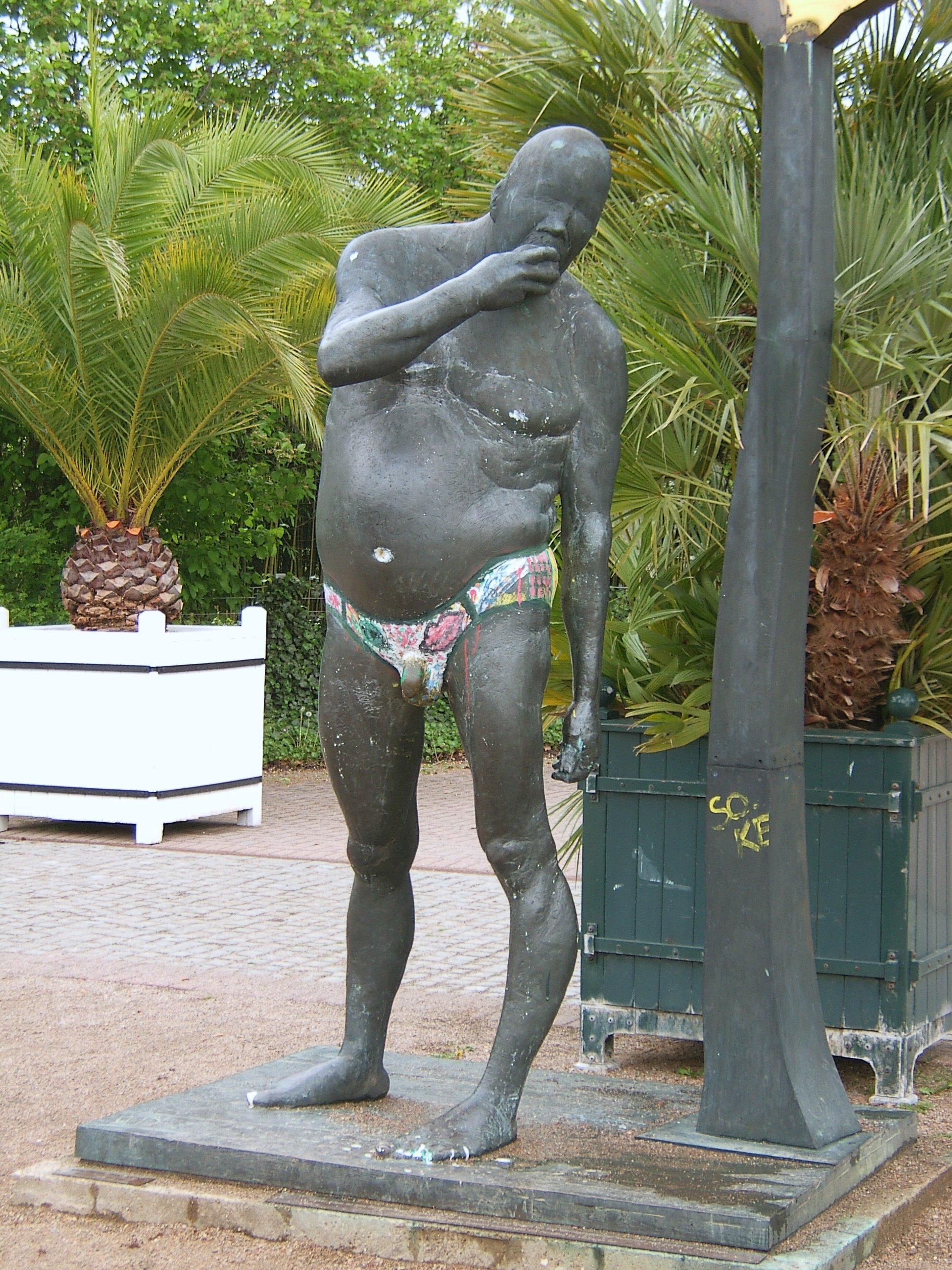
Sculpture Hh-kleinflottbek (petits flotteurs).